# Realtà virtuale

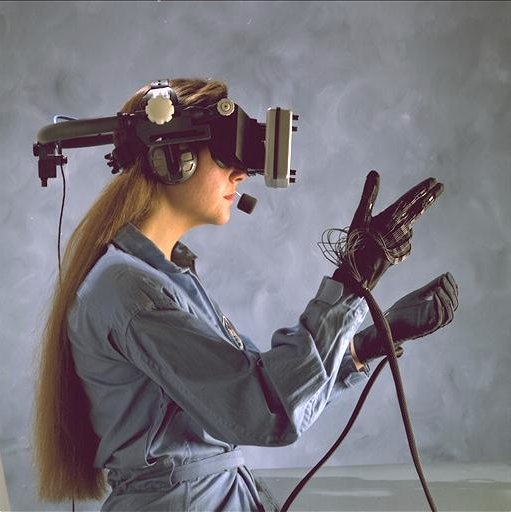
Operatrice che utilizza visore, guanti e cuffie per interagire in un ambiente virtuale

Con il termine realtà virtuale (a volte abbreviato in RV, o in  VR, dall'inglese virtual reality) si identificano vari modi di simulazione di situazioni reali mediante l'utilizzo di computer e l'ausilio di interfacce appositamente sviluppate.

## Storia
Morton Heilig, già dalla metà del XX secolo, parlò del cosiddetto "cinema esperienza" (come da lui venne definito) che poteva coinvolgere tutti i sensi in maniera realistica, immergendo lo spettatore nell'azione che si svolgeva sullo schermo. Costruì un prototipo della sua visione, chiamato Sensorama, nel 1962, insieme a cinque film che questo apparecchio proiettava e che coinvolgevano molti sensi (vista, udito, olfatto, tatto). Costruito prima dei computer digitali, il Sensorama era un dispositivo meccanico che funziona ancora oggi.
Nel 1968 Ivan Sutherland, con l'aiuto del suo studente Bob Sproull, creò quello che è considerato il primo sistema di realtà virtuale con visore. Era primitivo sia in termini di interfaccia utente sia di realismo, il visore da indossare era così pesante da dover essere appeso al soffitto e la grafica era costituita da semplici stanze in wireframe. L'aspetto di quel dispositivo ne ispirò il nome, La Spada di Damocle.
Il primo passo decisivo verso l'ipermedia, e il primo dispositivo che possa essere considerato di realtà virtuale è stato l'Aspen Movie Map realizzato sotto forma di software dal MIT nel 1977. Il principale scopo di questo simulatore era ricreare virtualmente Aspen, cittadina del Colorado; agli utenti era concesso di camminare per le vie in modalità estate, inverno e in modalità poligonale. Mentre le prime due modalità erano indirizzate alla replica di filmati delle strade della cittadina, la terza si basava su una poligonazione tridimensionale, con una grafica scarsa visti i limiti tecnologici di allora.
La nascita del termine realtà virtuale risale al 1989, anno in cui Jaron Lanier, uno dei pionieri in questo campo, fondò la VPL Research (Virtual Programming Languages, "linguaggi di programmazione virtuale"). Il concetto di ciberspazio, ad esso collegato strettamente, si era originato nel 1982 grazie allo scrittore statunitense William Gibson.
Con le tecnologie attuali, la percezione di un mondo virtuale è ancora distinguibile da quella del mondo reale: il fotorealismo delle immagini rende completa o quasi l'esperienza visiva, tuttavia gli altri sensi sono parzialmente trascurati (olfatto e tatto, ad esempio, sono poco stimolati).
È chiaro che tra le varie tipologie di ambiente che possono essere proposte attraverso la realtà virtuale, sono quelli 3D a ricevere ed a veicolare oggi un maggior interesse. Questo sembra derivare prevalentemente dal fatto che nell'uomo è la vista il senso dominante, motivo per cui gli ambienti virtuali devono essere caratterizzati innanzitutto da qualità visive eccelse, capaci quindi di presentarsi anche come sostituti della realtà, mentre invece gli altri sensi sembrano avere, almeno agli esordi della realtà virtuale,  un peso meno influente.
Molto usato in ambito culturale negli anni novanta del XX secolo, il termine realtà virtuale è stato poi eccessivamente utilizzato fino a produrre l'effetto opposto e a cadere in disuso.
Assume particolare importanza e rilevanza la realtà aumentata che si basa sull'ampliamento o sull'integrazione della realtà circostante con immagini generate al computer, che modificano l'ambiente originario senza influire sulle possibilità di interazione.
Il mercato delle realtà virtuale e/o aumentata è già diventato da un miliardo di dollari e si prevede che continuerà a crescere ben oltre i $120 miliardi entro pochi anni.

## Descrizione
La realtà virtuale, per sua stessa definizione, simula la realtà effettiva. L'avanzamento delle tecnologie informatiche permette di navigare in ambientazioni fotorealistiche in tempo reale, interagendo con gli oggetti presenti in esse.
Anche se, a livello teorico, la realtà virtuale potrebbe essere costituita attraverso un sistema totalmente immersivo in cui tutti i sensi umani possono essere utilizzati (più specificamente realtà virtuale immersiva o RVI), attualmente il termine è applicato solitamente a qualsiasi tipo di simulazione virtuale creata attraverso l'uso del computer, dai videogiochi che vengono visualizzati su un normale schermo, alle applicazioni che richiedono l'uso degli appositi guanti muniti di sensori (wired gloves) e infine al World Wide Web.

### Periferiche
La realtà virtuale immersiva (un ambiente costruito intorno all'utente) secondo il livello tecnologico attuale e secondo le previsioni possibili per il prossimo futuro potrà essere utilizzata dalla massa grazie ad alcune periferiche (in parte già utilizzate):
- Piattaforma 3d[3] il primo sistema ideato nella storia (rilasciato il Novembre del 1990) da parte della "W Industries" è il "Virtuality System", si basava su un visore e una pedana o sedile
- visore - un casco o dei semplici occhiali in cui gli schermi vicini agli occhi annullano il mondo reale dalla visuale dell'utente. Il visore può inoltre contenere dei sistemi per la rilevazione dei movimenti, in modo che girando la testa da un lato, ad esempio, si ottenga la stessa azione anche nell'ambiente virtuale.
- auricolari - trasferiscono i suoni all'utente.
- wired gloves (guanti) - i guanti rimpiazzano mouse, tastiera, joystick, trackball e gli altri sistemi manuali di input. Possono essere utilizzati per i movimenti, per impartire comandi, digitare su tastiere virtuali, ecc.
- cybertuta - una tuta che avvolge il corpo. Può avere molteplici utilizzi: può simulare il tatto flettendo su se stessa grazie al tessuto elastico, può realizzare una scansione tridimensionale del corpo dell'utente e trasferirla nell'ambiente virtuale.

La differenza con una realtà virtuale non immersiva consiste nel fatto che in quest'ultimo caso non si fa uso di caschi, ma l'utente si troverà semplicemente dinanzi ad un monitor, il quale funge da finestra sul mondo tridimensionale con cui l'utente potrà interagire attraverso joystick appositi. È chiaro che l'effetto che ne deriva è equivalente da quello che si ottiene con una realtà virtuale immersiva, in cui gli effetti che l'utente percepisce sono molto coinvolgenti e capaci di distrarre del tutto dalla realtà.
Alcuni ipotizzano che queste periferiche potranno un giorno essere sostituite da sistemi collegati direttamente al cervello dell'utente (cosiddetto wetware). La fantascienza fornisce molte alternative (si vedano per esempio i film Brainstorm generazione elettronica del 1983 e Strange Days del 1995).

### Lenti
Le lenti dei visori possono essere di vario tipo, forma e materiale, fattori che influenzano enormemente il costo delle stesse, ma anche le prestazioni e le caratteristiche.
La forma può essere:
- "Semplice" in questo caso la lente è tonda, permettendo anche una più facile posizionamento ed economia di produzione
- "Complessa" in questo caso non ha una forma rotonda, ma più a goccia o squadrata, permettendo una sua maggiore estensione, consentendo una maggiore riflessione della luce.

Il tipo di lente:
- "Lente di Fresnel", permette di ridurre il materiale, lo spessore e peso della lente, ma introduce l'effetto dei fasci di luce concentrici se non si guarda al centro
- "Pancake (obiettivo)", in questo caso la lente è doppia (o con ancor più elementi), permette di mantenere bassi i pesi per la lente, ma può comportare una perdita di luminosità per via della maggiore superficie che può sporcarsi e riflettere la luce
- "Lente asferica", permette di ridurre lo spessore e peso rispetto alla lente sferica, ma può risultare più costosa rispetto ad altre soluzioni classiche, soluzione utilizzata per il Google Cardboard[5]
- Freeform prism"", lente particolare, che rinfrange l’immagine su quattro quadranti, permettendo di nascondere un sensore per il tracciamento oculare al centro della lente

Inoltre per quanto riguarda il materiale si ha:
- "Vetro"
- "Vetro al Quarzo"
- "Polimetilmetacrilato"

Uno dei problemi dei visori è la presenza di disturbi alla vista, come la miopia o ipermetropia, in questo caso l'utilizzatore può usare le lenti a contatto, oppure se il visore lo consente (nella maggior parte dei casi si) si possono utilizzare gli occhiali da vista, ma per alcuni visori esistono anche lenti accessorie per correggere la vista, ma qualora fossero presenti, sono generalmente molto costose.

### Linguaggi
Uno dei linguaggi più diffusi per la creazione di mondi virtuali era il VRML (Virtual Reality Modeling Language), capace di rappresentazioni 3D interattive e fruibili anche attraverso il web. 
Fra le sue caratteristiche principali si ricordano la possibilità di definire vertici e spigoli di poligoni tridimensionali, le informazioni sul colore, l'opacità e la brillantezza delle superfici, le fonti luminose, e altro ancora. È anche possibile l'associazione di URL agli oggetti per consentire la navigazione verso pagine HTML o altre pagine VRML. Molto utile è la possibilità di gestire animazioni e suoni attraverso procedure attivabili da eventi esterni.
Ad oggi i browser più diffusi non supportano direttamente i contenuti VRML, è quindi necessario ricorrere ad opportuni plug-in per poterne fruire.

### Cognizione nella realtà virtuale
Il mondo virtuale strettamente inteso è un ambiente idoneo a compiere esperimenti di vita artificiale, studiare i comportamenti sociali degli umani e supportare nuove forme di comunicazione (Schell 2002). Schematizzando, il senso dell'esperienza virtuale è dato dalle relazioni fra due categorie: la presenza e l'immersione. Con il primo termine, si può intendere il livello di realismo psicologico che un soggetto esperisce dall'interazione con il mondo virtuale, nel rapporto istantaneo con l'ambiente e nella coerenza della sua evoluzione rispetto alle aspettative ed alle previsioni. Ad esempio, se si lascia la presa di un oggetto, ci si aspetta che questo cada a terra e non fluttui nell'aria; se si tratta di un oggetto fragile, si prevede che esso, al contatto con il suolo, si danneggi più o meno gravemente.
Se ciò non succedesse, si perderebbe il senso di presenza nell'ambiente virtuale. In egual modo ciò accade anche nel mondo onirico, dove finché il senso di presenza viene mantenuto, non distinguiamo i sogni dalla realtà. Con il termine "immersione" ci si riferisce, dal punto di vista percettivo, alla capacità dell'ambiente virtuale di coinvolgere direttamente i sensi del soggetto, isolandolo dagli stimoli dell'ambiente reale (Biocca e Delaney, 1995). Dal punto di vista psicologico, l'immersione si realizza con il coinvolgimento e l'impiego delle risorse cognitive del soggetto. Riprendendo l'esempio del corpo lasciato cadere, l'immersione è data non solo dalla sensazione tattile dell'oggetto che scivola via dalla mano, dal suono prodotto all'impatto col terreno e dalle conseguenze visive dell'azione, ma anche (ad esempio) dall'attivazione dei processi automatici legati al tentativo di riprenderlo prima che tocchi terra e si danneggi. Proprio per questi legami con la cognizione, la realtà virtuale può avere un elevato impatto sui videogiochi educativi.

#### Effetti collaterali
In alcuni individui l'immersione in una realtà virtuale provoca la chinetosi (o cinetosi, conosciuta anche come "motion sickness") da simulatore

## Dispositivi prodotti
Tra i dispositivi di realtà virtuale diffusi vi sono:
- HTC Vive (2016)
- HTC Vive Pro (2018)
- Oculus Rift (2016)
- Oculus Go (2018)
- Oculus Rift S (2019)
- Oculus Quest (2019)
- Oculus Quest 2 (2020)
- Oculus Quest Pro (2022)
- Oculus Quest 3 (2023)
- Apple Vision Pro (2024)
- Valve Index (2019)
- Playstation VR (2016)
- Visore VR Toy-Con - Nintendo Labo (2019)
- Razer OSVR
- Starr VR
- Google Cardboard
- Samsung Gear VR
- Samsung HMD Odissey + (2018)
- Pimax 5K (2018)
- Pimax 5K XR (2019)
- Pimax 8K (2018)

Tute per la realtà virtuale 
- Bhaptic Suit x40 (2020)
- Bhaptic Suit x16 (2020)

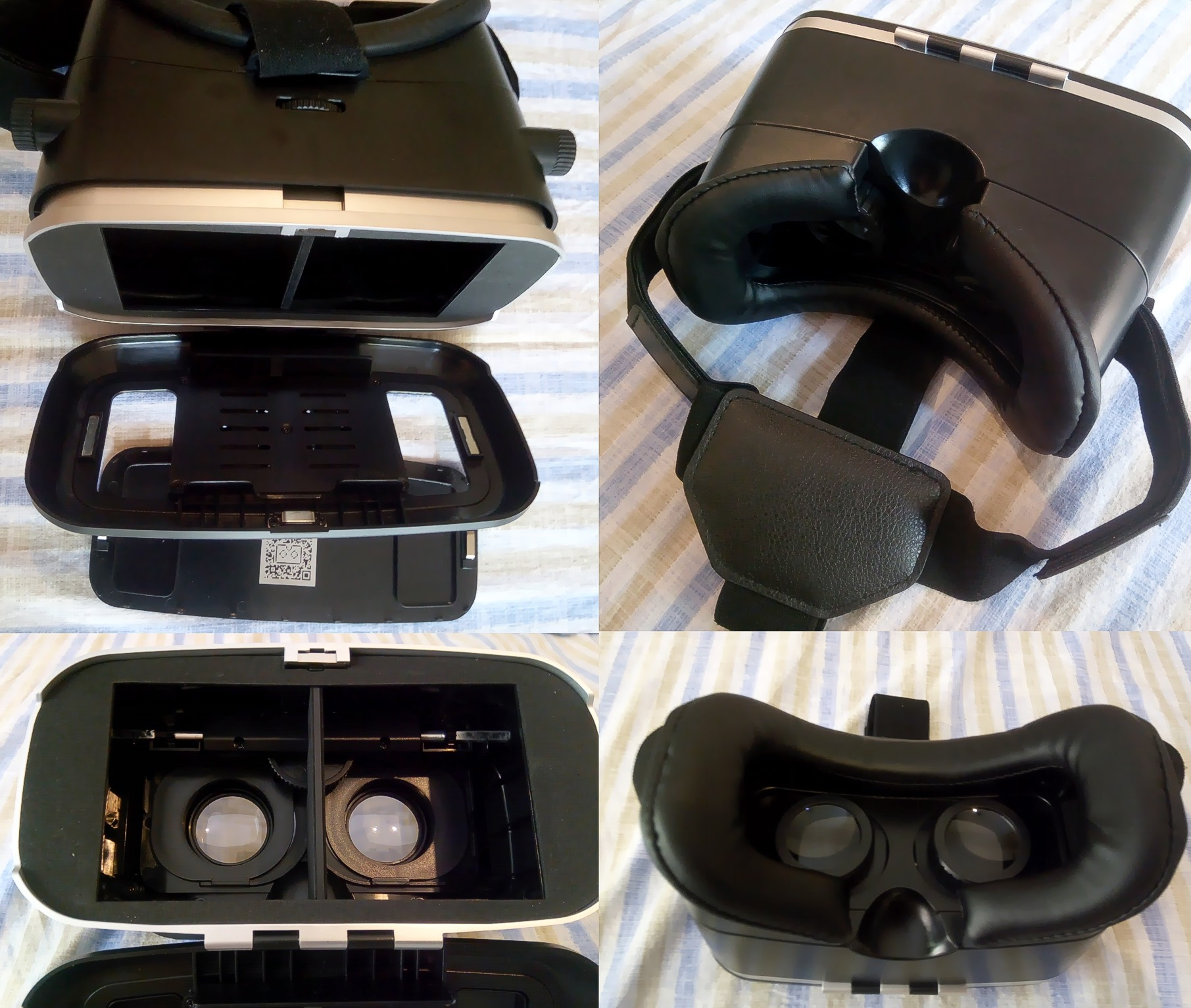
Supporto VR per smartphone, che permette la regolazione della messa a fuoco (avvicinando e allontanando lo smartphone) e della distanza pupillare (distanziando o avvicinando le lenti tra loro); a sinistra si può vedere il supporto completamente aperto, con lo sportello aperto e la copertura della realtà aumentata rimossa, sulla quale è impresso il codice QR per il riconoscimento rapido, ai lati dello sportello sono presenti due feritoie per il collegamento con altri dispositivi, quali generalmente cuffiette e usb-otg.

Il visore virtuale può essere sopperito da un supporto VR per smartphone, dove la componente video viene elaborata e visualizzata sullo smartphone, il supporto di conseguenza si limita a reggere lo smartphone e regolare le varie misure, di conseguenza risulta molto meno costoso, oltre ad essere adattabile a molti smartphone, inoltre permette anche di essere utilizzato per la realtà aumentata, cosa che non sempre è possibile con un visore da realtà virtuale.

## Utilizzi

### Musei e siti archeologici
Il primo utilizzo di una presentazione in realtà virtuale applicato al contesto della valorizzazione del patrimonio, risale al 1994 quando una realtà museale locale sviluppò un "walk-through" interattivo di una ricostruzione 3d del Castello di Dudley, come appariva nell'Inghilterra nel 1550. La presentazione, composta da un laserdisc controllato da un computer, fu sviluppata dall'ingegnere britannico Colin Johnson. Il lavoro finale fu presentato in una conferenza tenuta dal British Museum nel novembre del 1994 e successivamente pubblicata nella rivista tecnica Imaging the Past - Electronic Imaging and Computer Graphics in Museums and Archaeology.

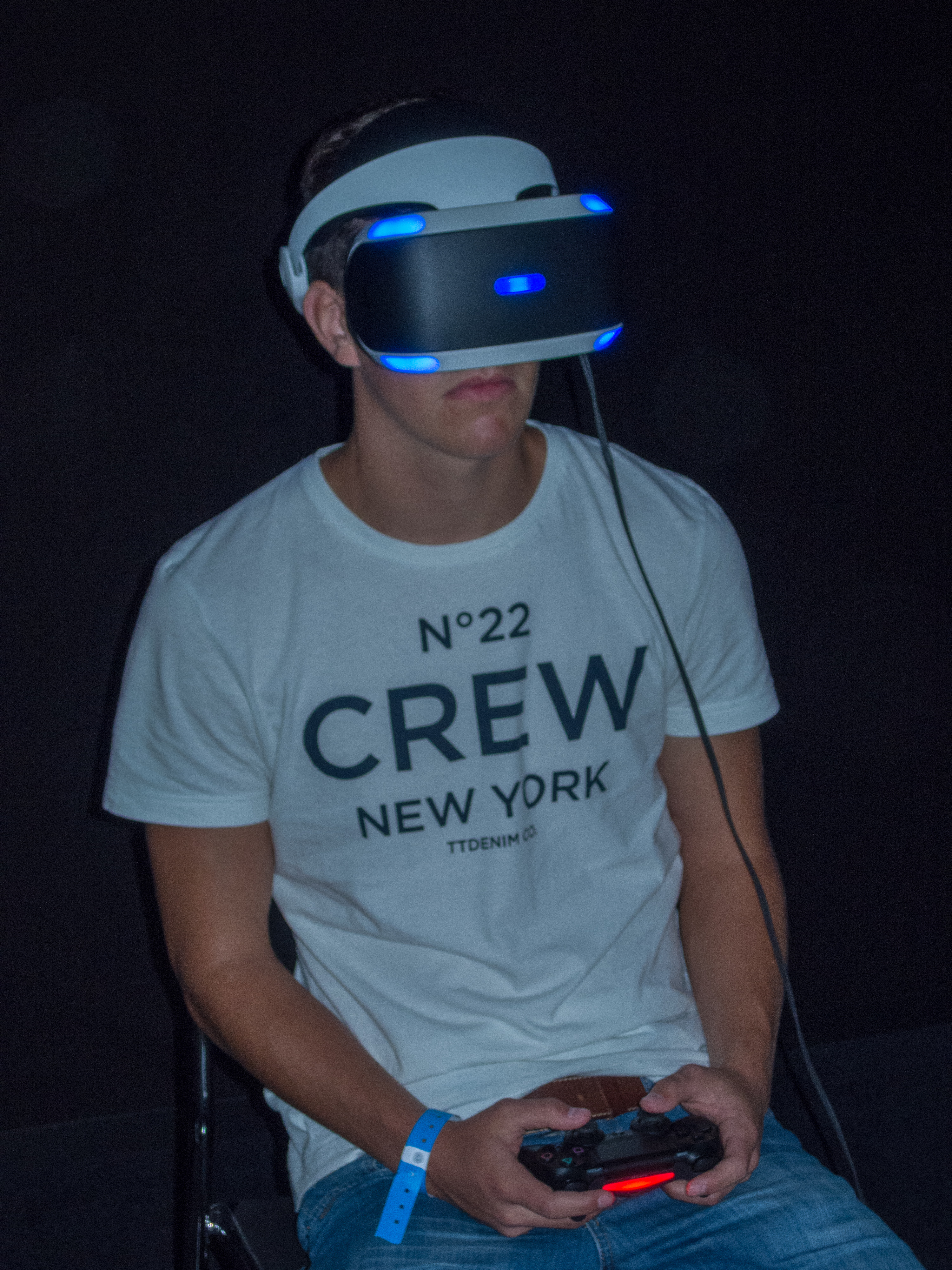
Gamescom 2015 Cologne Sony Morpheus Virtual Reality Videogiocatore con visore di realtà virtuale Playstation VR

La realtà virtuale permette di effettuare riproduzioni fedeli di siti di patrimonio storico e culturale, che possono essere pubblicate e diffuse tramite diversi media e piattaforme. Tali riproduzioni possono essere utilizzate per realizzare Edugame e favorire il processo di insegnamento-apprendimento della storia. Accade spesso che siti di interesse storico possano essere vietati al pubblico oppure, a causa del passare degli anni e scarsa manutenzione, impossibili da interpretare correttamente. Con l'ausilio di questa tecnologia si è però in grado di ricostruire repliche di tali siti (caverne, ambienti naturali, antiche città, monumenti, sculture ecc.) facilitandone così la diffusione e consultazione.

### Giochi
Fin dal 2008, le piccole e grandi aziende si stanno adoperando per portare la realtà virtuale ad un livello superiore. Uno di questi modi è sicuramente immergersi completamente nei giochi e nell'intrattenimento.
Un'azienda che ha fornito una soluzione specifica per i videogiochi è Sony con il suo PlayStation VR su PlayStation 4, soluzione riproposta con il PlayStation VR2 su PlayStation 5.
Dato il costo elevato delle periferiche dedicate alla visione in realtà virtuale, per l'ambito PC esistono soluzioni come il VRidge di Valve che permettono l'utilizzo del Google Cardboard o simili e dello smartphone come visore, permettendo così l'abbattimento dei costi per poter accedere alla tecnologia della realtà virtuale, poi come tutti i visori vanno poi abbinati ad una periferica di controllo.

### Ricerca
Nel campo della ricerca, soprattutto quella relativa agli ambiti della psicologia, la realtà virtuale viene utilizzata per riprodurre ambienti naturali attraverso la tecnologia.

## Realtà virtuale nella narrativa
Numerose sono le opere letterarie (poi riprese da quelle cinematografiche o dalle serie televisive) di fantascienza, in particolare del filone cyberpunk, che hanno descritto scenari legati alla realtà virtuale, nei quali è presente un ambiente totalmente virtuale, chiamato cyberspazio o metaverso, teatro delle lotte dei protagonisti (in genere hacker o cracker). Il racconto Duellomacchina (The Dueling Machine) di Ben Bova del 1963, sviluppato poi nell'omonimo romanzo pubblicato nel 1969, è una delle prime opere a trattare tematiche riconducibili alla realtà virtuale; in esso si descrive una macchina capace di ricreare un mondo virtuale nel quale due avversari possono duellare fino alla morte senza reali conseguenze fisiche.
Il termine cyberspazio è stato coniato da William Gibson nel romanzo Neuromante (1984), mentre il metaverso è stato descritto da Neal Stephenson in Snow Crash (1992) e ha ispirato la creazione del mondo virtuale Second Life. Tra i primi ad utilizzare quest'idea (che è diventato poi uno dei temi più sfruttati) è stato Daniel F. Galouye nel suo romanzo Simulacron 3 (1964) che è stato trasposto sul piccolo schermo in Germania ne Il mondo sul filo (Welt am Draht, 1973) del regista Rainer Werner Fassbinder e in seguito in un lungometraggio, Il tredicesimo piano (1999). Il film Tron (1982) di Steven Lisberger è stato in effetti il primo film di Hollywood a proporre al pubblico mondiale questo tipo di situazioni. In seguito pellicole come Il tagliaerbe (1992), Johnny Mnemonic (1995) e Matrix (1999) hanno reso ancora più popolari questi temi. Meno noto, ma rilevante per il soggetto, il film eXistenZ (1999) del regista canadese David Cronenberg.
Nelle serie televisive d'azione degli anni novanta VR Troopers (della Saban) e Superhuman Samurai (della DIC), i protagonisti si trasformano in supereroi per combattere i nemici provenienti dalla realtà virtuale in cui spesso entrano. Inoltre, l'anime Yui ragazza virtuale è ambientato in una rete di realtà virtuale, chiamata ComNet. Anche il manga e anime Sword Art Online si basa sulla presenza nel futuro di videogiochi (VRMMORPG) in cui i giocatori sono completamente immersi nel mondo virtuale, senza la consapevolezza di ciò che accade attorno a loro.
In molti romanzi cyberpunk, in particolare quelli di William Gibson, viene espresso il concetto che è possibile raggiungere l'immortalità trasferendosi dal mondo reale a quello virtuale. In altri, che la realtà virtuale può influenzare in qualche modo la vita reale o anche che la stessa vita non è altro che un programma di simulazione (idea del resto già rintracciabile nella filosofia platonica).
Tra i pionieri del tema nell'ambito della fantascienza statunitense va ricordato soprattutto Philip K. Dick: particolarmente significativi alcuni suoi racconti, come Spero di arrivare presto, Ricordiamo per voi e soprattutto il romanzo Divina invasione (1981).
Tra i romanzi sul tema, oltre al già citato Snow Crash di Neal Stephenson, Permutation City (1994) di Greg Egan, Miraggi di silicio (1995) di Massimo Pietroselli, che descrive un'umanità prigioniera inconsapevole di una illusione creata da un processore innestato nel cervello di ogni individuo; a causa del processore le percezioni delle persone sono alterate così che le città devastate, l'aria mefitica, il cibo avariato, tutto viene percepito come pulito e raffinato, e la presenza di mostruosi esseri alieni che hanno invaso e assoggettato la Terra viene del tutto ignorata.
Nel romanzo In buona fede (Shovel Ready) del 2014, lo scrittore Adam Sternbergh immagina una rete alternativa a Internet, la "limnosfera", dove i ricchi vivono assuefatti nella realtà virtuale, mentre i loro corpi dormienti sono nutriti con flebo e accuditi da infermieri nel mondo reale.
Nel film spagnolo Mantícora, del 2022, il protagonista è un designer di videogiochi con l'ausilio di strumenti VR.